# Ambulans

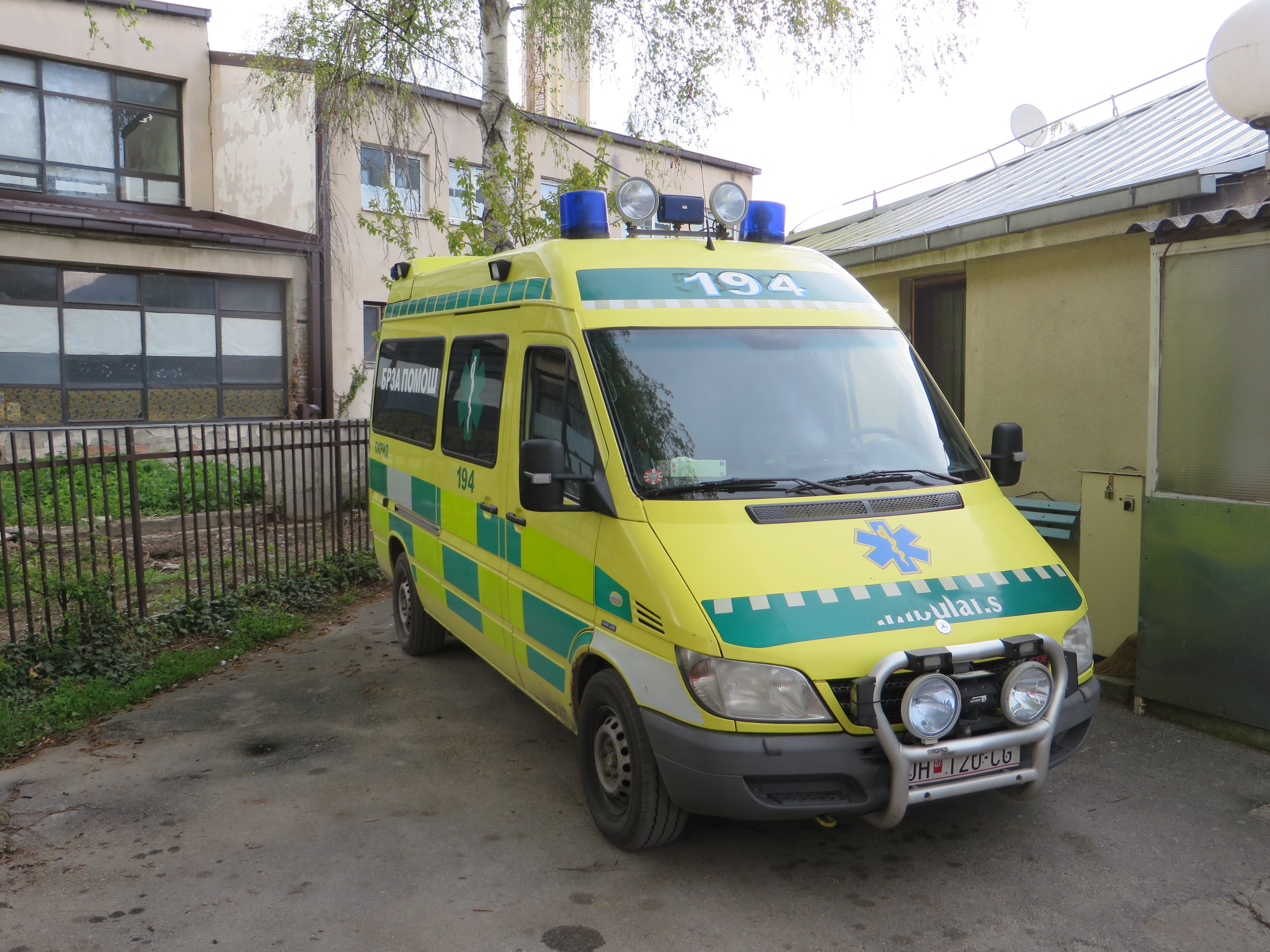
Ambulans i Nordmakedonien

En ambulans är ett fordon som är avsett för sjuktransport vård på land, till sjöss eller i luften. Den kan vara utrustad för att kunna ge ambulanssjukvård till patienter utanför sjukhus och ofta även för snabb transport med medicinsk behandling av sjuka eller skadade människor till, eller mellan, sjukvårdsinrättningar. Ordet ambulans avser oftast ett fordon som används för akut vård till dem med akuta sjukdomar och skador. Dessa utryckningsfordon är vanligtvis utrustade med blixtrande varningsljus och sirener för att snabbt och säkert komma fram i trafiken.

## Historia
Termen ambulans kommer från det latinska ordet ambulare, vilket betyder gå eller vandra omkring. Ordet ambulans betydde ursprungligen "ett flyttbart sjukhus", vilket följde en armé under dess rörelser.
Historien om ambulansen börjar i antiken, med hjälp av kärror för att med våld bortforsla obotligt skadade patienter. Ambulanser användes först för akuttransporter år 1487 i Spanien, och civila varianter togs i bruk under 1830-talet. De tekniska framstegen under 1900-talet ledde till den moderna självdrivna ambulansbilen.
År 1902 fick Stockholm sin första ambulansbil. 1964 anpassades Sveriges då cirka 500 ambulansbilar till en ny standard av Standardiseringskommissionen (SIS), i syfte att "vård ska kunna påbörjas redan på hämtningsplatsen". Fram till 1997 hade Svenska Röda Korset i Sverige egna ambulanser som bemannades med volontärer. Dessa ambulanser användes främst vid motortävlingar och liknande. Ambulansverksamhet i Sverige bedrivs idag av landstingen och av privata entreprenörer (cirka 20 %).

## Bemanning och kompetens i Sverige
En svensk ambulans bemannas av två vårdutbildade personer. Oftast är minst en i besättningen vidareutbildad sjuksköterska (vanligen ambulans- eller anestesisjuksköterska). Det finns dock inget krav att det måste vara vidareutbildad sjuksköterska (undantag i Region Skåne, Stockholm och Örebro där minst en skall vara specialistutbildad sjuksköterska). Krav finns att minst en i besättningen måste vara legitimerad för att få administrera läkemedel. Den andra i besättningen skall lägst vara ambulanssjukvårdare (undersköterska med påbyggnadslinje). Därutöver ställer respektive region/landsting krav på erfarenhet, introduktions- och vidareutbildning, samt utryckningsförarutbildning.

## Fordonstyper

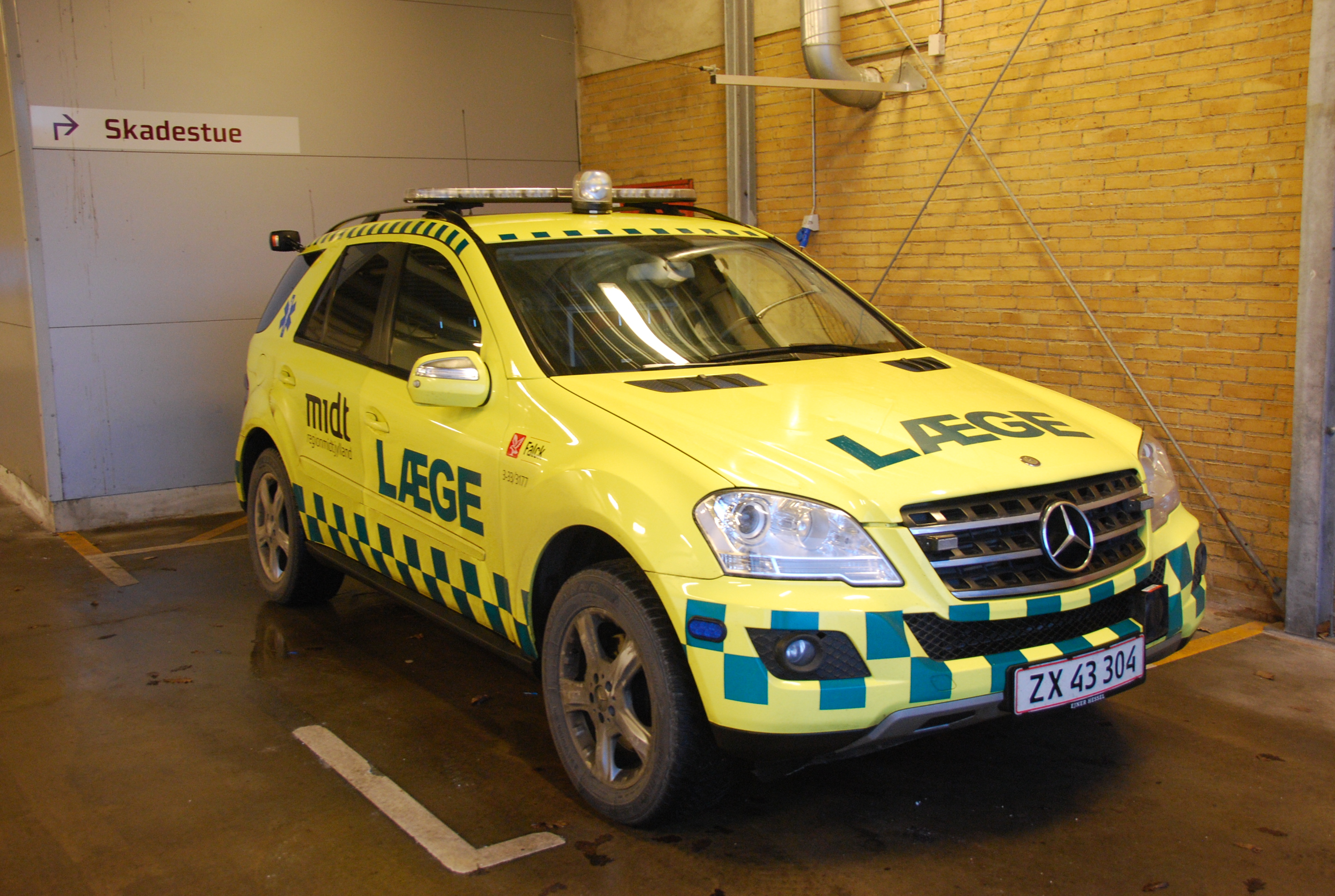
Dansk akutbil

Många olika typer av fordon används som ambulanser, exempelvis specialbyggda personbilar, lätta lastbilar, motorcyklar, bussar, helikoptrar, flygplan och båtar. För att snabbt kunna ge patienter prehospital vård trots hinder i till exempel tät stadstrafik, används även cykel (exempelvis London Ambulance Service) och moped/motorcykel (till exempel i Israel och Göteborg).

## Specifikationer

### EU (Europa)
EU har enats om en gemensam standard för vägambulanser, EN-1789 "Medical vehicles and their equipment. Road ambulances". I EN-1789 anges tre olika vårdnivåer och användningsområden för vägambulanser, Typ A - Transportambulans, Typ B - Akutambulans och Typ C - Intensivvårdsambulans. Standarden innehåller krav på minimimått i vårdutrymmet, lastkapacitet, hållfasthet på fastsättning av bårar och medicinteknisk utrustning, ljudnivå, utrustningslistor och mycket annat.

## Utrustning

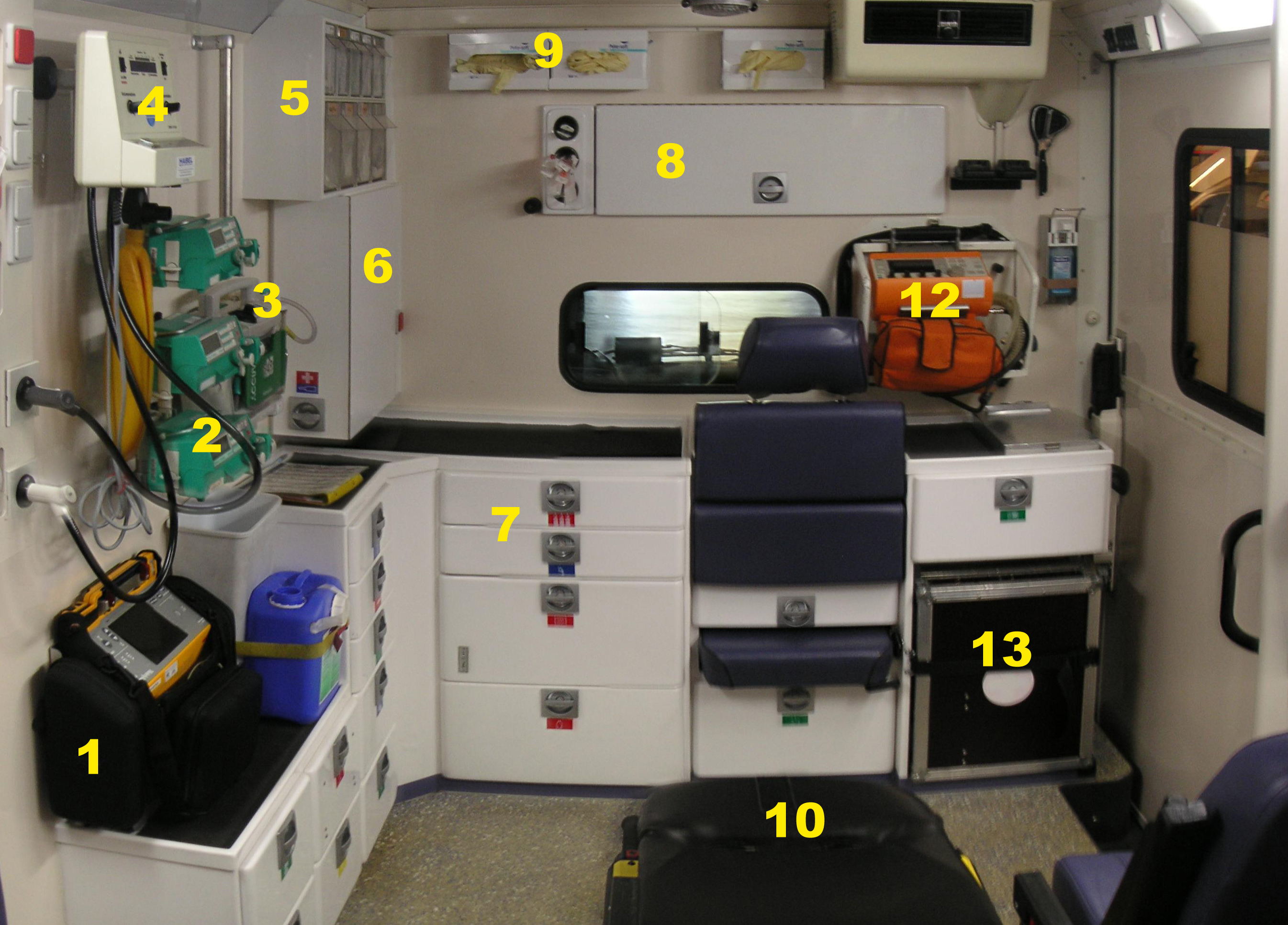
Exempel på ambulansinteriör (sett mot förarplatsen):
1) EKG med defibrillator 2) Sprutpump 3) Sugaggregat 4) CPAP-apparat 5) Sprutor och nålar 6) Medicinskåp 7, 8) Skåp och förvaringslådor för annan medicinsk utrustning och förbrukningsmaterial 9) Engångshandskar för medicinskt bruk 10) Bår 12) Respirator 13) Skåp för nödfallsutrustning

Utöver den utrustning som används för behandling av patienter, kan ambulanser utrustas med extra utrustning för att underlätta vården. Exempel på detta kan vara:
- Kommunikationsradio – Radion gör det möjligt att leda ambulansbilarnas insatser, och kan tillåta besättningen att skicka information tillbaka till stationen eller till sjukhus (till exempel förvarna sjukhus om ankomst med en kritisk patient). I Sverige används kommunikationssystemet RAKEL.
- Dataterminal – Terminalerna används för att överföra medicinsk information till exempel EKG till sjukhuset, samt till föra journalanteckningar.
- Bevisinspelande kameror – Används för att registrera aktivitet i eller utanför fordonet. De kan också förses med bandspelare för ljudupptagning. Detta kan minska risken för våld mot ambulans besättningar, eller (i vissa fall) för att bevisa eller motbevisa de fall där en medlem av besättningen anklagas för felbehandling[4].
- Bakgavellyft eller ramp – Större ambulanser kan förses med en bakgavellyft eller ramp för att underlätta lastning av patienten. Detta är särskilt viktigt när patienten är överviktig. Lyft kan också underlätta vid speciella vårdtransporter som kräver stora och skrymmande produkter, såsom en neonatal inkubator eller sjukhussängar.
- Traumabelysning – Utöver normal arbetstid belysning kan ambulanser utrustas med speciell belysning (ofta blå eller röd) som används när patienten blir ljuskänslig.
- Luftkonditionering – Ambulanser är ofta utrustade med skilda luftkonditioneringssystem för förarhytt respektive vårdutrymme. Detta bidrar till att upprätthålla en lämplig temperatur för alla patienter som behandlas, men kan också innehålla ytterligare funktioner såsom filtrering mot luftburna patogener.
- Fordonsdataminne – Lagrar information om hastighet, bromskraft, tid, aktivering av aktiva akuta varningar såsom ljus och sirener, liksom bilbältesanvändning.

## Sirener, utseende och märkning

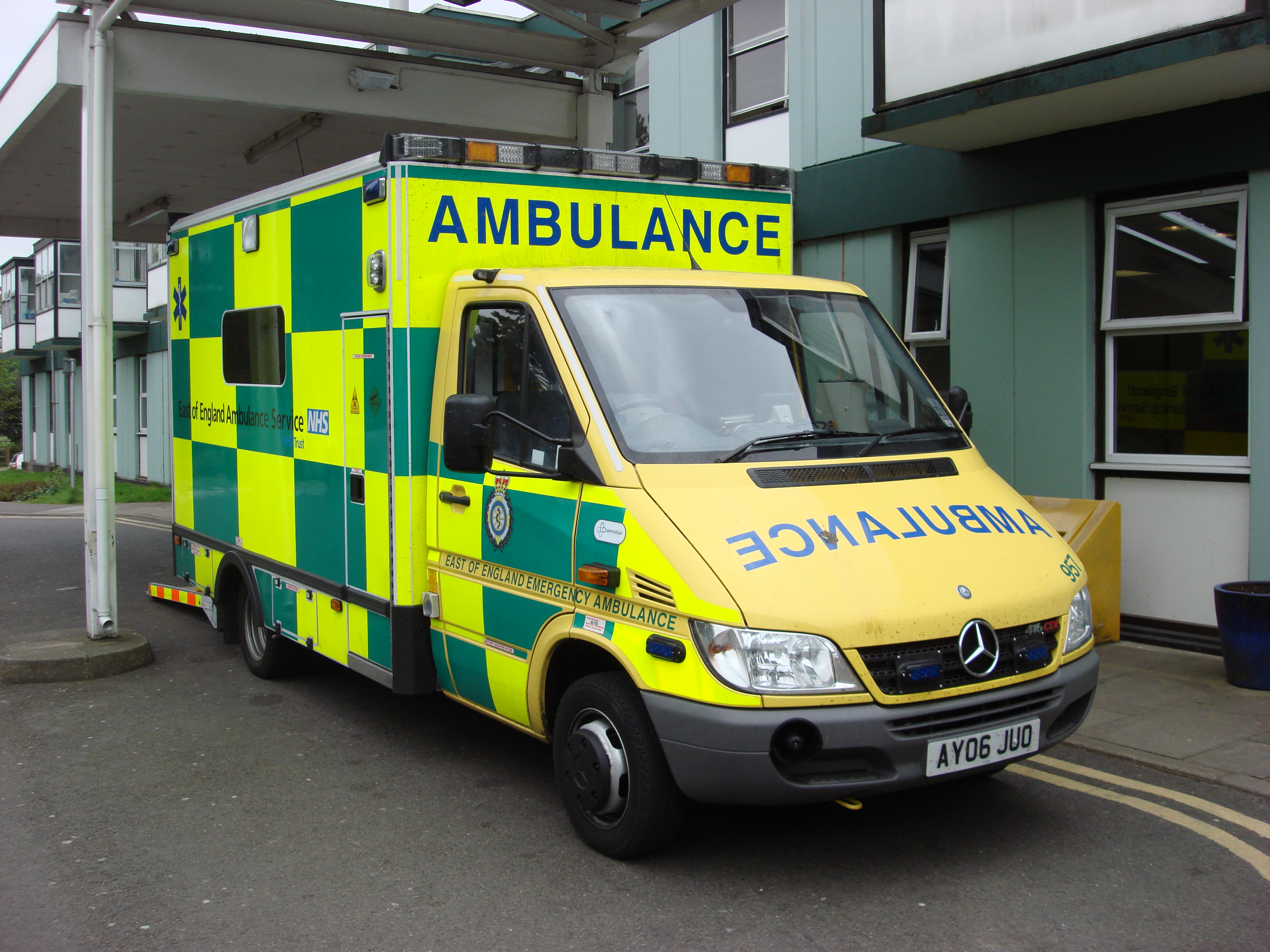
En ambulans i Storbritannien försedd med passiv visuell varning i form av reflekterande och fluorescerande gult och grönt Battenburgmönster samt ordet Ambulance i spegelskrift på motorhuven

Ambulansbilar som utför akuta transporter löper stor risk att bli inblandade i riskfyllda situationer. Ett exempel är insatser vid stökiga trafikolycksplatser, eftersom dessa olyckor ofta leder till att personer skadas och behöver behandling. Det är ofta mycket viktigt att ambulanserna når fram till patienterna så snabbt som möjligt. I många länder har ambulanser därför rätt att överträda vissa trafikregler. Till exempel behöver ambulanser under högprioriterad utryckning inte stanna för rött ljus, utan kan betrakta trafikljuset som "Lämna företräde". Likaså kan ambulanser få bryta mot hastighetsbegränsningen. För att öka ambulansens framkomlighet och minimera olycksrisken är ambulansfordon ofta utrustade med passiva och aktiva visuella varningar (reflextejp, blixtljus) och högljudda sirener för att alarmera medtrafikanter och väcka deras uppmärksamhet.

### Passiv visuell varning
Passiv visuell varning ingår vanligtvis som en del i fordonets utformning, och kan omfatta användning av mönster med hög kontrast, text och symboler. På äldre ambulanser (och i utvecklingsländer) är mönstret ofta målat, medan moderna ambulanser har mönster som reflekterar ljus från bilstrålkastare eller ficklampor. I Sverige var ambulansernas grundfärg förr i tiden vit, vilket kring 2002 började ändras till gul. Idag har de flesta svenska ambulanser passiv visuell varning i form av fluorescerande och reflekterande gult/grönt rutigt så kallat Battenburgmönster. En annan typ av passiv märkning är att skriva ordet ambulans i spegelskrift på framsidan av fordonet. Detta underlättar för förare av andra fordon att identifiera en upphinnande ambulans i sina backspeglar.
Ambulanser kan också ha ett emblem som en del av den passiva varningen, till exempel Röda korset eller Röda halvmånen. Just dessa är symboler som fastställts i Genèvekonventionen. Alla länder som undertecknat konventionen är överens om att begränsa användningen till antingen (1) militära ambulanser eller (2) Röda korset eller Röda halvmånen. Användning av någon annan person, organisation eller organ bryter mot folkrätten. De skyddande symbolerna är utformade för att visa alla människor (framför allt soldater i händelse av krig) att fordonet är neutralt och deltar inte i strid. Detta ger ett visst skydd till sjukvårdspersonal och deras patienter.

### Aktiv visuell varning
De flesta ambulansbilar kan ge en aktiv visuell varning med hjälp av blinkande ljus. Detta används för att väcka uppmärksamhet hos andra trafikanter när ambulansen kommer, eller för att varna trafikanter som närmar sig en ambulans som stannats i en farlig position på vägen. Färgen hos det blinkande ljuset kan variera mellan olika länder och ibland även mellan operatörer. Det finns flera tekniker som används för att uppnå den blinkande effekten. Några vanliga ljuskällor är blinkande lampor eller lysdioder (LED). Istället för att själva ljuskällan blinkar kan man använda en spegel som roterar kring ljuskällan. Många blixtljus ger starkare sken än glödljus och dioder. Ljuskällorna kan programmeras att blinka individuellt eller i grupp, och i vissa fall för att blinka med mönster (till exempel ett rinnande pilmönster som kan användas när ambulansen parkeras vid vägkanten). Glödljus och lysdioder kan också programmeras att ge konstant sken, utan att blinka. Vidare kan vissa av ambulansens standardlyktor (strålkastare och baklyktor) vara programmerade att blinka under utryckning. 
För att maximera säkerheten är det bäst att takets ljusramp monteras så att den syns från alla riktningar; 360 ° täckning. I vissa länder är detta vara obligatoriskt, bland annat i vissa amerikanska delstater. Utöver takmonterade ljusramper monteras ofta blinkande ljuskällor även på andra platser, såsom på instrumentpanelen, på backspegelhusen, på bakdörren eller i grillen.

#### Pulserande strålkastare
I vissa länder används så kallat Wig-wag. Det innebär att ambulansbilens strålkastare blinkar i en förinställd takt. I många fall tänds vänster strålkastare när höger släcks, och tvärtom. Ett annat alternativ är att båda strålkastarna tänds och släcks tillsammans. Även om användningen av pulserande strålkastare ökar synbarheten för andra trafikanter, kan det också skapa problem. Särskilt när helljusstrålkastare kopplats in, då dessa kan blända förare av mötande fordon.
Ett annat problem med wig-wag blinkande är att det misstänks kunna ge en "nattfjärilseffekt" där andra förare attraheras till det blinkande ljuset. Detta kan få dem att ramma ambulansen.

### Siren
Utöver visuell varning kan ambulansbilar ge hörbara varningar med hjälp av en larmanordning i form av siren. Ljudet kan varna folk på gator och i fordon om en kommande ambulans till och med innan den syns. Den första hörbara varningen gavs med mekaniska klockor, monterade antingen i fronten eller på taket. De flesta moderna ambulanser är nu utrustade med elektroniska sirener som kan ge en rad olika ljud. Sirenen kan vara integrerad i en ljusramp, eller dold i grillen för att minska interiört buller som kan störa patientvård och radiokommunikation. 
En sentida utveckling är användningen av RDS-systemet för bilradioapparater. Ambulanser kan ha en FM-sändare med kort räckvidd, som på kod 31 avbryter RDS-radion i alla bilar inom räckhåll. Detta fungerar på samma sätt som trafikradions avbrott i vanliga radiosändningar, men med skillnad att användaren av den mottagande radion inte kan välja bort meddelandet. Den här funktionen kan inte ersätta sirenen, bland annat eftersom den inte kan varna fotgängare, bilister som inte använder RDS-radio eller har radion avstängd.

## Galleri

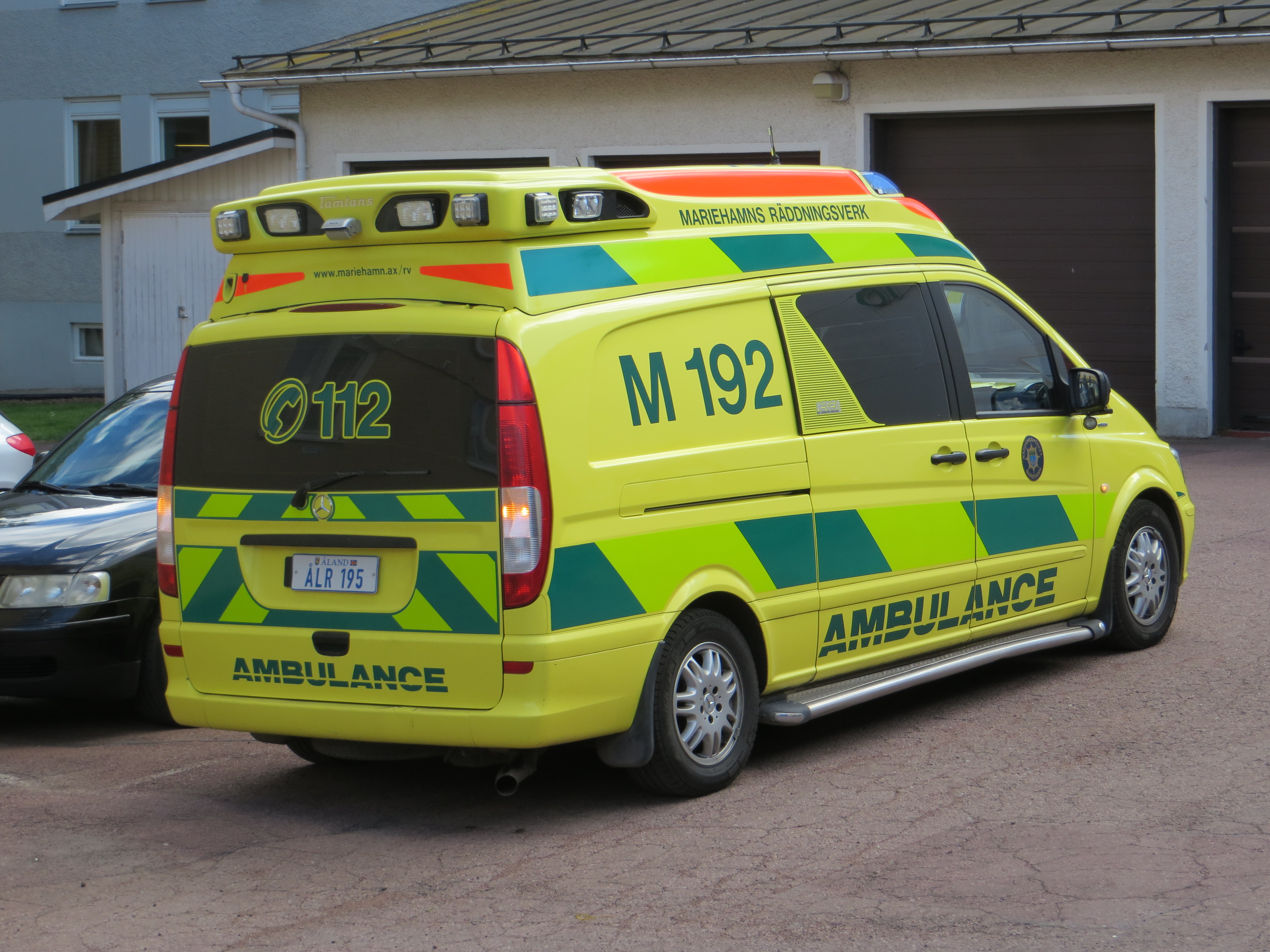
Åländsk ambulans (Mariehamn 2017)
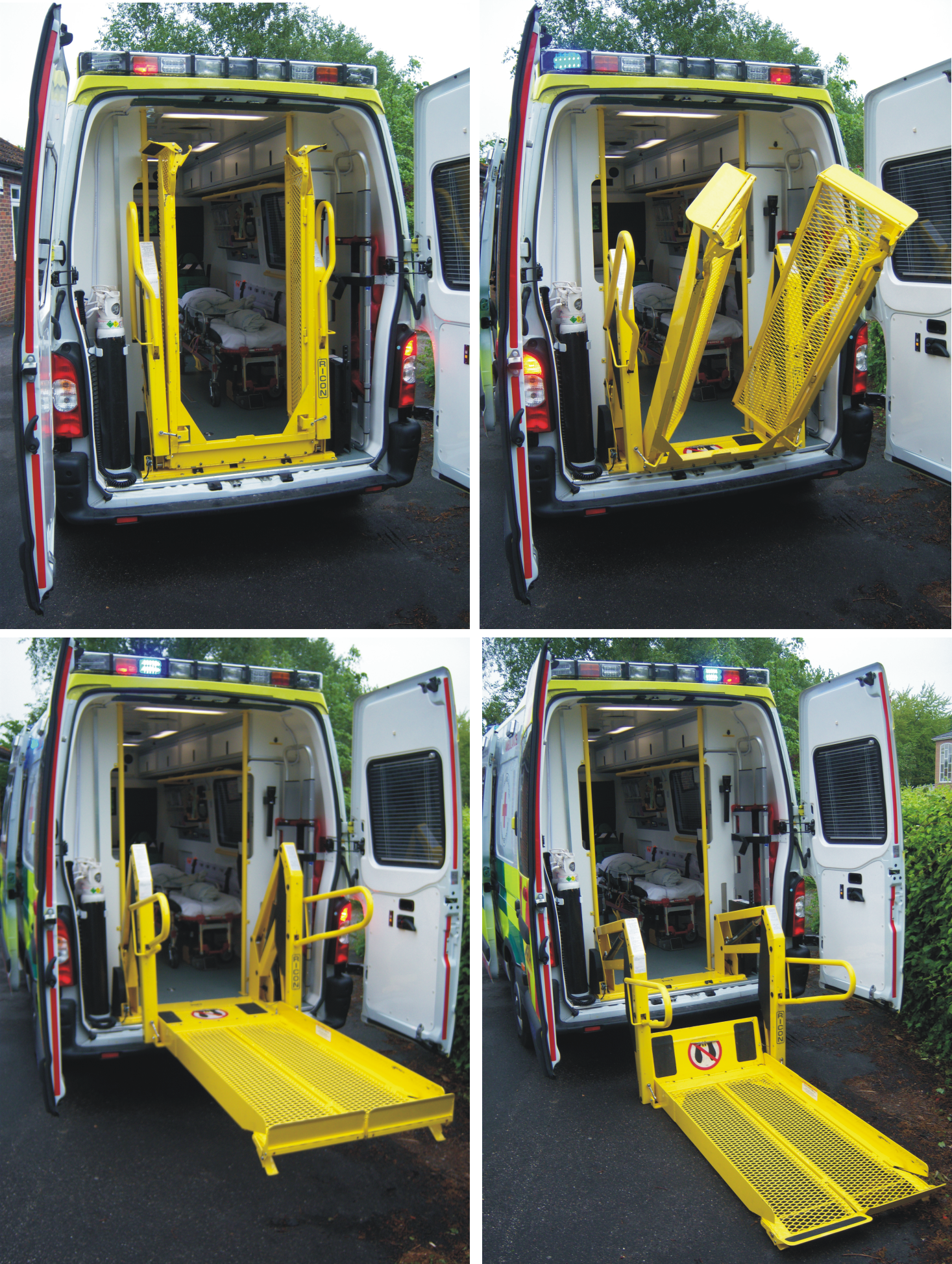
Fyra lägen hos en bakgavellyft monterad på ambulans
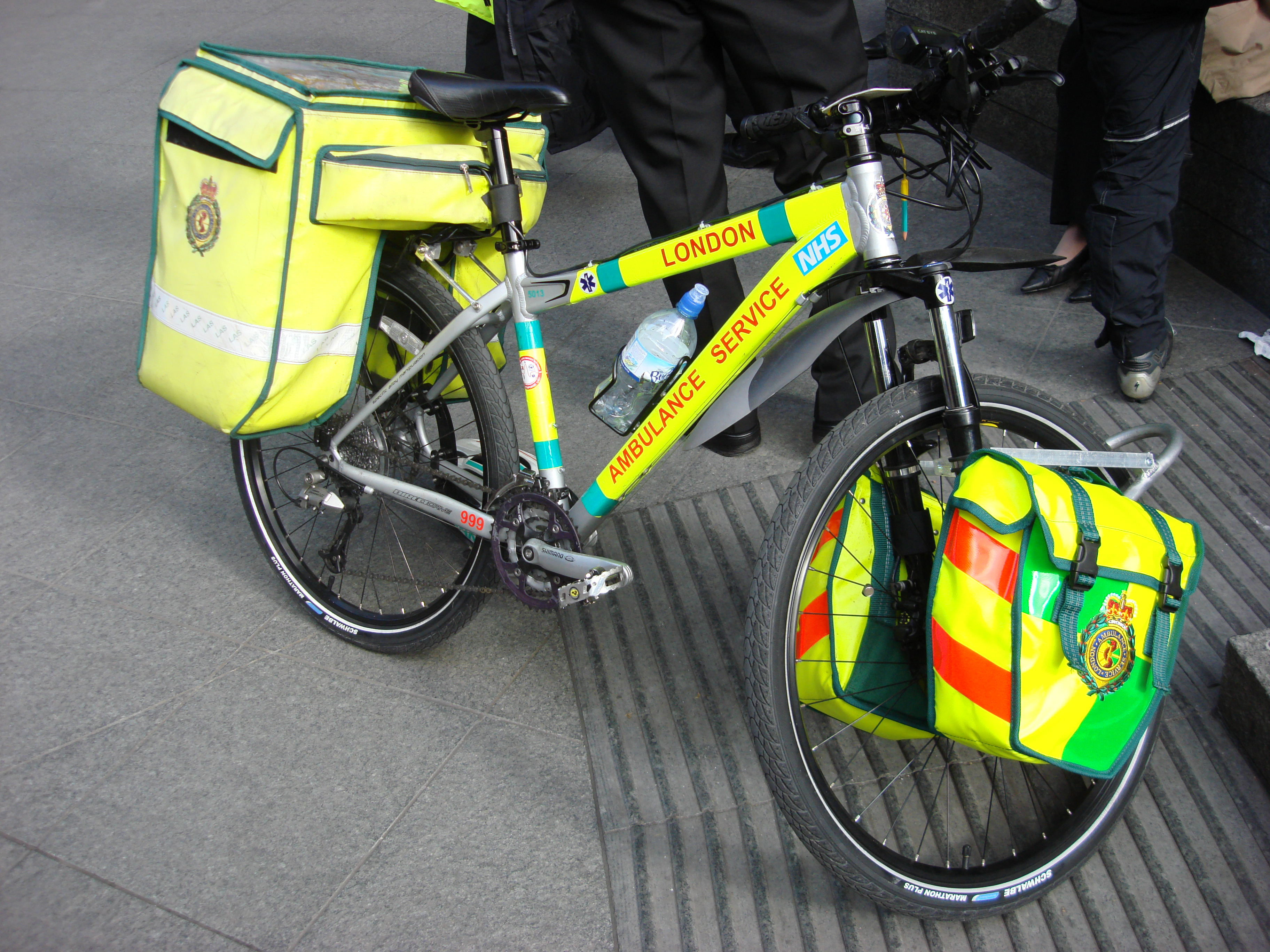
Ambulanscykel från London Ambulance Service
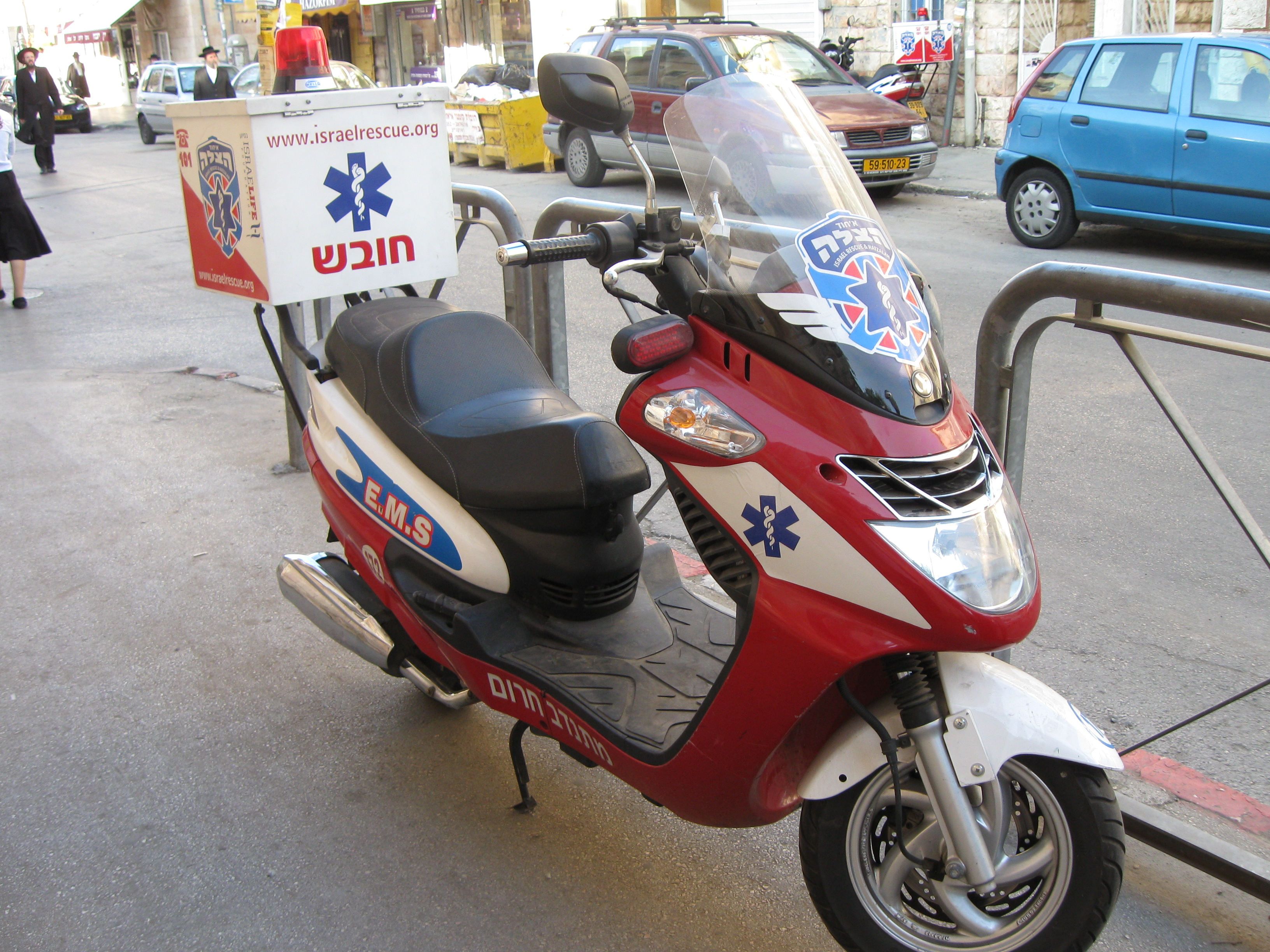
Ambulansskoter i Israel
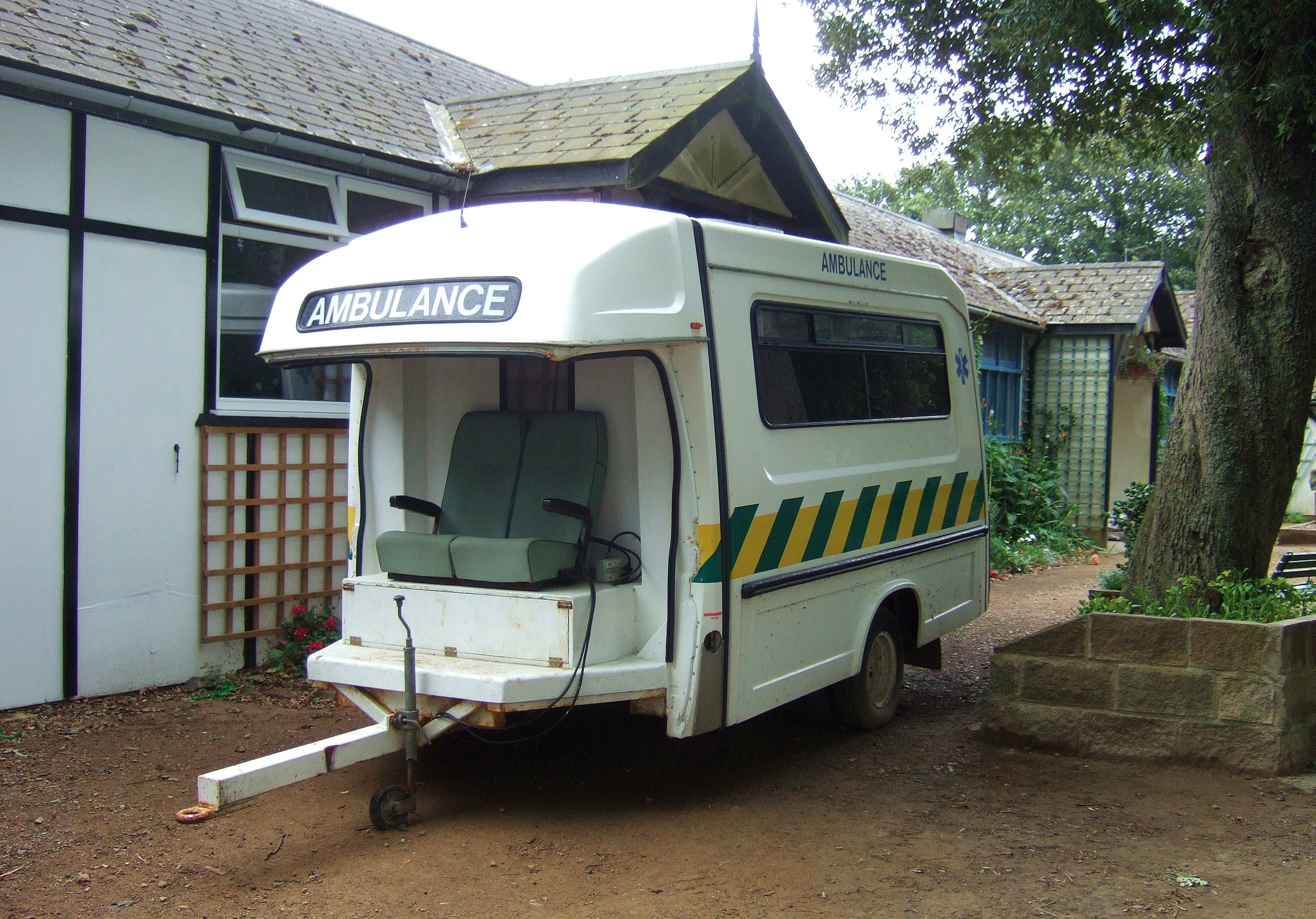
Ambulans byggd på släpvagn, stationerad på ön Sark
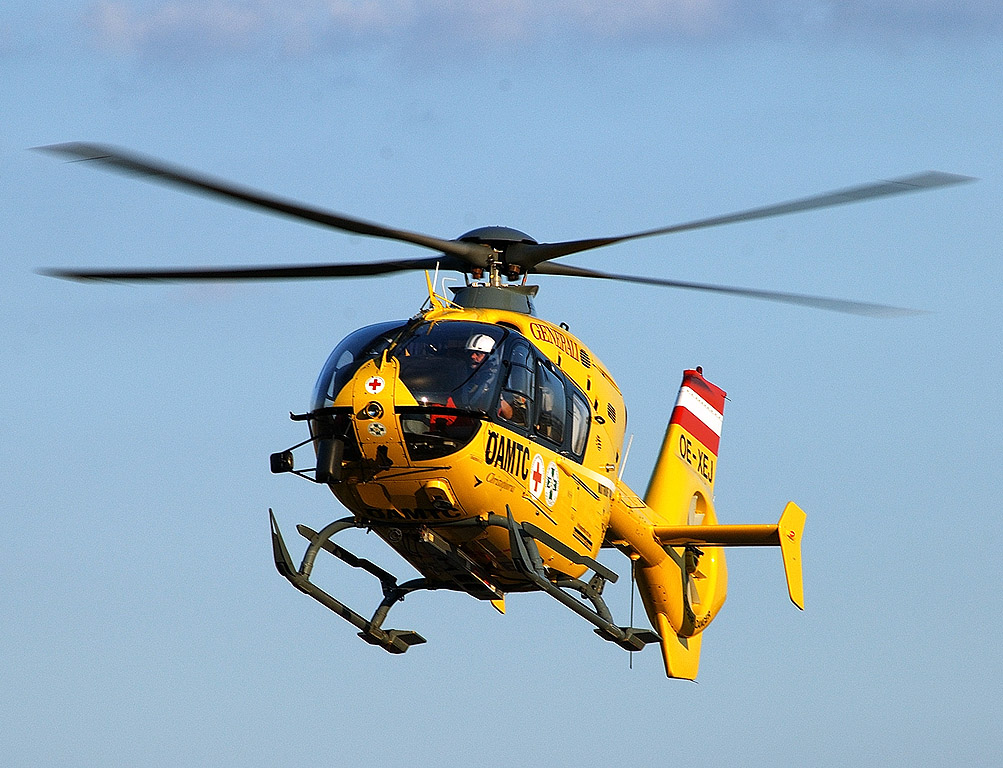
En ambulanshelikopter i Österrike
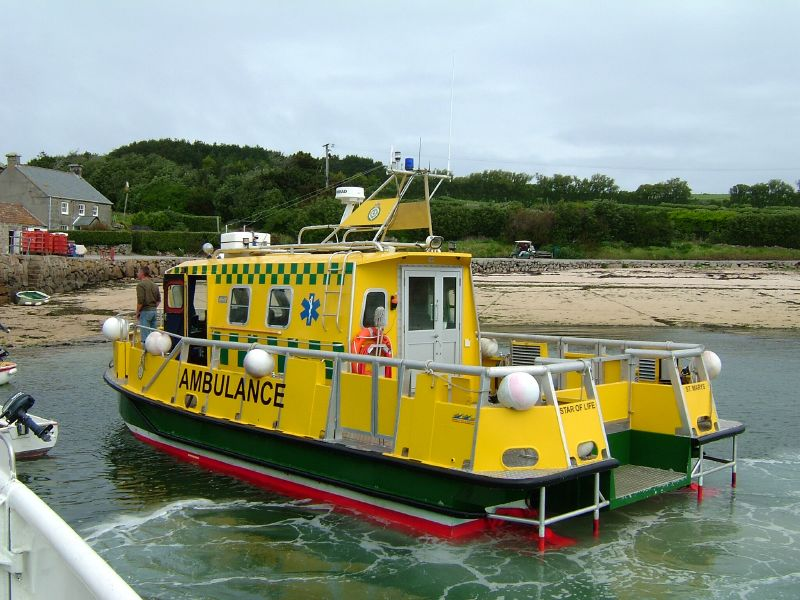
Ambulansbåt vid Scillyöarna
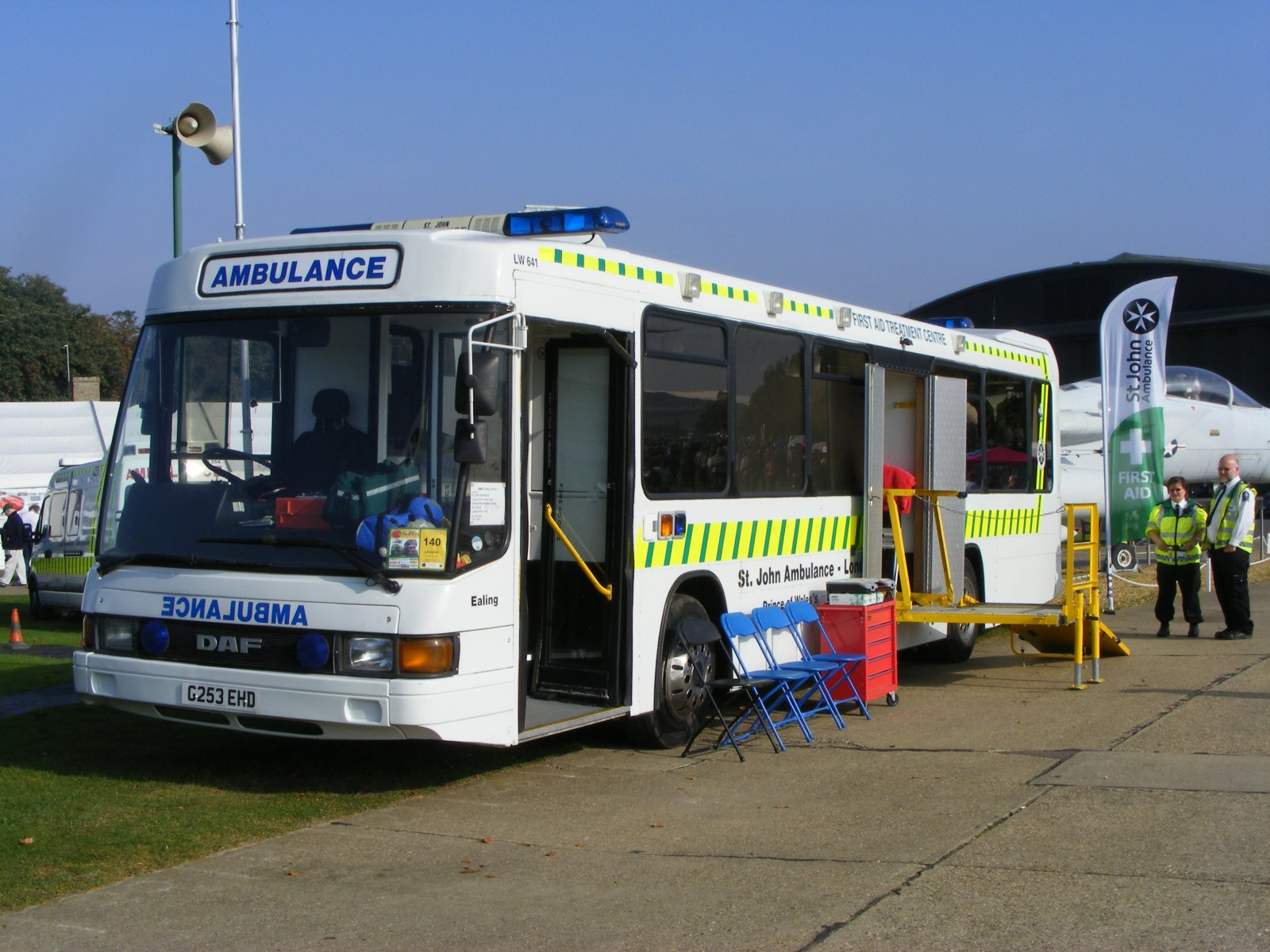
Ambulansbuss från St John Ambulance, i Britannien
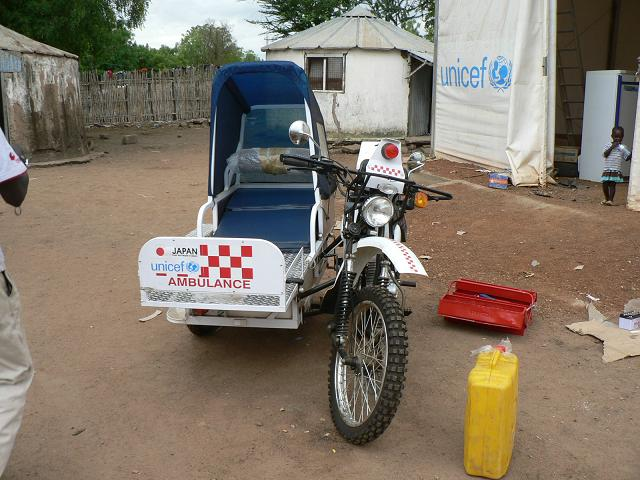
En motorcykelambulans i Sudan

## Stressorer under ambulanstransport
Under transport utsätts patient, vårdpersonal och förare för en rad stressorer och miljöfaktorer, till exempel reflektioner av blixtljus, elektromagnetisk strålning, buller och mycket annat. En allvarlig stressor är helkroppsvibration från obalans i roterande delar på luftburen ambulans eller vid bilfärd över vägojämnheter. Olika ambulansbilar vibrerar olika mycket, på grund av skillnad i fjädringssystem. Normalt ökar färdvibrationerna ju fortare ambulansen körs. På jämna vägbanor är färdvibrationerna mycket små även i höga farter. Vid körning i landsvägsfart på tjälskadade och mycket deformerade vägar eller i hög tätortsfart över fartdämpande vägbulor kan patienten utsättas för mycket kraftig färdvibration. På mycket guppiga vägar kan patientens exponering till och med bli högre än Arbetsmiljöverkets insatsvärde för yrkesmässig vibrationsexponering. Många patienter som i skadat eller sjukt tillstånd utsatts för hög färdvibration, menar att smärtan under färden var det värsta de någonsin upplevt. Ett särskilt påtagligt hälso- och arbetsmiljöproblem vid ambulanstransporter är åksjuka. En av anledningarna är att patienter och vårdpersonal ofta saknar visuell referens till horisonten, vilket försvårar för balansorganen att hålla reda på gravitationsvektorns riktning och därigenom ökar risken för åksjukebesvär. En annan anledning är att ambulansen ofta kör så fort att fordonet och dess vårdutrymme utsätts för betydligt mer "böljande" rörelser om man jämför med ett skepp i grov sjö, än vanliga vägfordon.